# Bru-C
Bru-C, pseudonimo di Josh Bruce (Long Eaton, 28 giugno 1991), è un rapper e produttore discografico britannico.

## Biografia
Bru-C ha fatto il suo debutto discografico con l'album in studio Original Sounds, uscito nel novembre 2019; il disco contiene You & I, certificata platino per le 600 000 unità vendute. È poi avvenuta la pubblicazione del secondo disco, intitolato Smile, circa un anno più tardi. No Excuses (2022) ha segnato il miglior posizionamento dell'artista nella Official Singles Chart, finendo al 14º posto e venendo certificato platino dalla British Phonographic Industry. La stessa ha certificato un ulteriore milione di unità in singoli.
Family Only, pubblicato sotto la 0207 Def Jam Recordings, è stato il suo primo LP a entrare la Official Albums Chart.

## Discografia

### Album in studio
- 2019 – Original Sounds
- 2020 – Smile
- 2024 – Family Only

### EP
- 2014 – Kamehameha
- 2015 – Black 'n Red

### Singoli
- 2014 – Brutality
- 2016 – Bookey (con SnoopyDubz e Thorpey)
- 2016 – Five Pound Bet (feat. Window Kid)
- 2016 – One of Them
- 2017 – Gone (con Fiyahman)
- 2017 – Original Sound (feat. Frazah)
- 2017 – Definitely (con Bassboy)
- 2017 – Don't Wanna Know (con Hadean feat. Hadean)
- 2018 – Take It Slow (feat. Skepsis)
- 2018 – Affiliation
- 2018 – V.I.B.E (con P Money)
- 2018 – Wagwarn (feat. Bassboy)
- 2018 – Mega Man (con Tsuki)
- 2018 – Heater (feat. D Double E)
- 2019 – Dead You (con Tsuki)
- 2019 – You & I (con Simula)
- 2019 – Motives
- 2019 – Inhaler
- 2019 – Weekend Boys (con Window Kid e Jamie Duggan)
- 2019 – Wavey One (con Mr Traumatik e Tsuki)
- 2019 – Sunrise (feat. Chromatic)
- 2020 – Life (feat. Shapes)
- 2020 – Introspective (con Chris Lorenzo)
- 2020 – Inhaler, Pt. 2 (feat. Banzai)
- 2020 – Cardio (con Charlie P)
- 2020 – Mission
- 2020 – Energy (con Example e Jamie Duggan)
- 2020 – Groovin Night
- 2021 – Take Control
- 2021 – Streetside (con Bou)
- 2021 – Hideout (con Bad Boy Chiller Crew)
- 2021 – Freedom
- 2021 – Mesmerised
- 2021 – Dutty (con Tsuki)
- 2022 – Paradise (feat. Wilkinson)
- 2022 – No Excuses
- 2022 – Playground
- 2022 – Say No More
- 2023 – Oh Baby (con Nathan Dawe feat. BSHP & Issey Cross)
- 2023 – TMO (Turn Me On) (con Luude feat. Kevin Lyttle)
- 2023 – Differently (feat. Mist)
- 2024 – Let It Go (con Shapes)
- 2024 – Wild
- 2024 – Ten Toes (feat. MC Spyda, General Levy & Eksman)